# Raffaele Lippi (franciszkanin)
Raffaele Lippi OFM Obs. (ur. 10 sierpnia 1800 w Pontecchio Marconi, zm. 20 sierpnia 1870 w Rzymie) – włoski franciszkanin, generał zakonu w latach 1862–1869.

## Biografia
Raffaele Lippi urodził się w Pontecchio Marconi, w prowincji Bolonia 10 sierpnia 1800 roku. Był franciszkaninem z prowincji bolońskiej gałęzi obserwanckiej, kapłanem zakonnym.
Podczas kapituły generalnej zakonu w Rzymie w 1862 roku zdobył największą liczbę głosów w głosowaniu na generała. Chociaż nie otrzymał wymaganej większości, zgodnie z zaleceniem Piusa IX, kardynał-protektor ogłosił wybór o. Raffaele Lippiego na generała. Był to okres kryzysu w łonie zakonu, wynikającego z licznych kasat i prześladowań zakonów w szeregu krajów europejskich, w tym w Italii. Za generalatu Lippiego, wraz z ustawą o przejęciu dóbr kościelnych w czasach ponapoleońskich 1866–1867 zamykano konwenty na obszarze dawnego Państwa Kościelnego. Chociaż kapituła 1862 roku ustaliła, że kadencja generalska ma trwać aż 12 lat, zrezygnowany generał Lippi ustąpił z urzędu w 1869 roku. Na jego miejsce Pius IX, bez zwoływania kapituły, mianował generałem Bernardyna z Portogruaro.
Ojciec Lippi zmarł w Rzymie 20 sierpnia 1870 roku.